# Bioklima
Das Bioklima beschreibt die Gesamtheit aller atmosphärischen Einflussgrößen im Rahmen von Witterung, Wetter und Klima auf sämtliche Lebewesen. Das Bioklima wird aber auch im engeren Sinne als Einfluss auf den menschlichen Organismus verstanden (Human-Bioklima).

## Klimafaktoren
Klimafaktoren, auch klimatologische Wirkungsfaktoren genannt, sind Faktoren, welche die Klimaelemente (Temperatur, Luftfeuchte usw.) und damit das Klima eines Ortes beeinflussen. Die wesentlichen natürlichen Klimafaktoren sind geographische Breite, topographische Höhe und Exposition, Entfernung vom Meer und anderen größeren Wasserflächen, Bodenart und Bodenbedeckung. Hinzu kommen anthropogene Faktoren wie Bebauung und Abwärme.

## Atmosphärische Einflussgrößen
Da man die Wirkung auf den Menschen nicht einzelnen Klimafaktoren zuordnen kann, spricht man von sogenannten Bioklimatischen Wirkungskomplexen.
Die Einflussgrößen lassen sich nach Art ihrer Wirkung in Form von drei Wirkungskomplexen zusammenfassen:
- Thermischer oder Thermisch-hygrischer Wirkungskomplex
- Aktinischer Wirkungskomplex
- Lufthygienischer oder Luftchemischer Wirkungskomplex.

### Thermischer oder Thermisch-hygrischer Wirkungskomplex
Der Thermische oder Thermisch-hygrische Wirkungskomplex beinhaltet die Faktoren, die für den Wärmeaustausch zwischen dem Körper eines Lebewesens und der Atmosphäre von Bedeutung sind (hygrisch: Vorgänge oder Begriffe, die Niederschlag oder Luftfeuchtig betreffen). Die wichtigsten meteorologischen Größen sind dabei Lufttemperatur, Luftfeuchte, Windgeschwindigkeit sowie die Wärmestrahlung von Sonne, Himmel und an der Erdoberfläche.
Um weder zu stark auszukühlen noch aufzuheizen, müssen sich der Wärmegewinn des Organismus (hauptsächlich verursacht durch den Stoffwechsel und die Muskelaktivität) und seine Wärmeabgabe die Waage halten. Das leistet ein ausgeklügeltes Thermoregulationssystem. Bei behaglichen Bedingungen wird es nur wenig gefordert.
Ist die Wärmeabgabe jedoch behindert – was hauptsächlich bei sommerlichen, gering bewölkten Hochdruckwetterlagen mit hohen Temperaturen, hoher Luftfeuchte und schwachem Wind der Fall ist – drohen Überhitzung mit gesundheitlichen Auswirkungen. Die Umgebung wird dann als belastend empfunden (Wärmebelastung).
Kühle Bedingungen – meist mit niedriger Lufttemperatur, erhöhter Windgeschwindigkeit und oftmals auch mit Bewölkung verknüpft – fordern den Organismus dagegen im Sinne eines Reizes, der die Regulationsfähigkeit trainiert.
Geeignete Verhaltensweisen unterstützen die physiologische Anpassung: Durch adäquate Bekleidung, erhöhte bzw. verringerte Aktivität oder durch das Aufsuchen geschützter bzw. ungeschützter Orte kann man ganz bewusst für ein angenehmes Temperaturempfinden sorgen. Kältereize lassen sich dadurch oftmals auf ein erträgliches Maß reduzieren – bei Wärmebelastung sind die Anpassungsmöglichkeiten dagegen begrenzt.

### Aktinischer Wirkungskomplex
Zum aktinischen Wirkungskomplex werden die Komponenten der biologisch wirksamen Sonnen- und Himmelstrahlung gezählt. sie reichen vom infraroten über den sichtbaren bis zum UV-Bereich. 
Sowohl positive als auch schädigende Einflüsse sind bekannt. Das größte Wirkungsspektrum besitzt die UV-Strahlung: Hautbräunung, Vitamin D3-Synthese, aber auch Schädigung von Hautzellen, wie bei der Aktinischen Keratose und Sonnenbrand sind nur einige Auswirkungen der UV-Strahlung.

### Lufthygienischer oder Luftchemischer Wirkungskomplex
Im Lufthygienischen oder Luftchemischen Wirkungskomplex werden die natürlichen und die durch den Menschen verursachten Luftbeimengungen zusammengefasst. Es handelt sich dabei um alle schwebefähigen Beimengungen der Luft, z. B. Gasanteile wie Kohlen- und Schwefeldioxide, Pollen, Halogene wie Fluor, Chlor, Brom, Jod sowie das Meeres- oder Brandungsaerosol.
Luftbeimengungen können verschiedenartige Reaktionen auslösen: So sind Allergene und Luftschadstoffe belastend.

## Bioklimafaktoren
Der Einfluss von Klimaeigenschaften auf Gesundheit und Wohlbefinden des Menschen lässt sich über Schon-, Reiz- und Belastungsfaktoren beschreiben.
Schonfaktoren sind:
- ausgeglichene thermische Bedingungen
- ausgeglichene Sonneneinstrahlung
- weitgehende Luftreinheit

Reizfaktoren können sein:
- Kälte
- starke Tagesschwankungen der Lufttemperatur
- böiger Wind
- erhöhte Intensität der Sonnenstrahlung

Belastungsfaktoren sind:
- Überhitzung
- ausgesprochen hohe Intensität der Sonnenstrahlung
- mangelnde Sonnenstrahlung (z. B. anhaltend trübes Wetter, Nachtarbeit, Polarnacht)
- Schadstoff-angereicherte Luft